# Zhang Shuang
Shuang Zhang (chinesisch 张爽, Pinyin Zhāng Shuǎng; * 10. September 1986) ist eine chinesische Eisschnellläuferin.
Zhang Shuang debütierte im Dezember 2006 im Weltcup in Calgary. Im November 2005 in Milwaukee lief sie erstmals in die besten zehn (7. über 500 Meter). Die beste Platzierung der Sprintspezialistin waren zwei fünfte Plätze. Ihr bisher bestes Jahr war 2005, als sie über 500 und 1000 Meter Asienmeisterin und über 500 Meter chinesische Meisterin wurde. 2006 bei den Olympischen Spielen von Turin wurde sie auf der 1000-Meter-Strecke 31.

## Eisschnelllauf-Weltcup-Platzierungen
| Platzierung | 100 m | 500 m | 1000 m | 1500 m | 3000 m | 5000 m | Team |
| ----------- | ----- | ----- | ------ | ------ | ------ | ------ | ---- |
| 1. Platz    |       |       |        |        |        |        |      |
| 2. Platz    |       |       |        |        |        |        |      |
| 3. Platz    |       |       |        |        |        |        |      |
| Top 10      | 1     | 6     |        |        |        |        |      |

(Stand: 10. Dezember 2006)